# Inheems monument (Nieuw-Nickerie)
Er staat sinds 2017 een inheems monument op het Volksplein in Nieuw-Nickerie. Het is een eerbetoon aan de oorspronkelijke bewoners van Suriname.
De onthullingsceremonie vond op 9 augustus 2017 plaats tijdens de jaarlijkse Dag der Inheemsen. Het monument werd onthuld door districtscommissaris Laksmienarain Doebay van Nickerie en voorzitter Maureen Edwards van de Vereniging van Inheemsen Nickerie (VIN). In zijn toespraak benadrukte Doebay dat alle bevolkingsgroepen in Suriname strijd hebben geleverd om van Suriname het land te maken dat het is, "Een plaats waar wij in liefde met elkaar samenleven."
Het initiatief voor het monument werd genomen door de VIN. Het monument is een schenking van liefdadigheidsorganisatie Ben Olivieira.
Andere monumenten in Suriname voor inheemsen staan in Albina, in Groningen en in Paramaribo.